# Sunflower
Sunflower je šestnajsti album ameriške glasbene skupine The Beach Boys. Izšel je leta 1970 pri založbi Capitol Records.

## Seznam skladb
1. "Slip On Through" - 2:17
2. "This Whole World" - 1:56
3. "Add Some Music to Your Day" - 3:34
4. "Got to Know the Woman" - 2:41
5. "Deirdre" - 3:27
6. "It's About Time" - 2:55
7. "Tears in the Morning" - 4:07
8. "All I Wanna Do" - 2:34
9. "Forever" - 2:40
10. "Our Sweet Love" - 2:38
11. "At My Window" -2:30
12. "Cool, Cool Water" - 5:03